# Дубінська Світлана Іванівна
Світлана Іванівна Дубінська (нар. 24 квітня 1958, село Вербка, тепер Чечельницького району Вінницької області) — українська радянська діячка, крутильниця Київського виробничого об'єднання «Хімволокно». Депутат Верховної Ради УРСР 11-го скликання.

## Біографія
Освіта середня.
З 1976 року — крутильниця Київського виробничого об'єднання «Хімволокно» імені 50-річчя Великої Жовтневої соціалістичної революції.
Потім — на пенсії в місті Києві.

## Нагороди
- ордени
- медалі